# Scirtes orbiculatus
Scirtes orbiculatus är en skalbaggsart som beskrevs av Fabricius 1801. Scirtes orbiculatus ingår i släktet Scirtes och familjen mjukbaggar. Inga underarter finns listade i Catalogue of Life.